# Liste der National Natural Landmarks in South Carolina
Dies ist eine Liste der National Natural Landmarks in South Carolina. In South Carolina gibt es sechs als National Natural Landmark ausgewiesene Objekte (Stand 2023). Sie wurden zwischen 1974 und 1986 begründet.

## Liste
|   | Name                                     | Bild | Eintragung | Ort                          | County                  | Fläche   | Landbesitzer     | Beschreibung |
| - | ---------------------------------------- | ---- | ---------- | ---------------------------- | ----------------------- | -------- | ---------------- | --- |
| 1 | Congaree River Swamp                     |      | 1974       | 33° 47′ 0″ N, 80° 47′ 0″ W   | Richland und Calhoun    | 88,3 km² | Bund und Privat  | Der Congaree River Swamp ist der ausgedehnteste Zypressen-Eukalyptus-Sumpf- und Hartholz-Bodenwaldkomplex in South Carolina und ein Schutzgebiet für Wildtiere. Der Sumpf ist Teil des Congaree National Park.                                                                           |
| 2 | Flat Creek Natural Area and 40 Acre Rock |      | 1984       | 34° 40′ 8″ N, 80° 31′ 38″ W  | Lancaster               | 2,8 km²  | Staat            | Das Gebiet enthält den größten noch ungestörten Granit-Felsaufschluss im Piedmont in South Carolina. |
| 3 | Francis Beidler Forest                   |      | 1979       | 33° 14′ 0″ N, 80° 21′ 0″ W   | Berkeley und Dorchester | 13,8 km² | Privat           | Der Francis Beidler Forest enthält eines der letzten großen unberührten Sumpfgebiete aus Sumpfzypressen und Tupelobäume in den Vereinigten Staaten. |
| 4 | John de la Howe Forest                   |      | 1976       | 33° 56′ 0″ N, 82° 24′ 0″ W   | McCormick               | 0,5 km²  | Privat           | Der John De La Howe Forest ist ein alter Eichen-Kiefern-Wald, der seit 1797 vor Bränden und Holzeinschlag geschützt ist. |
| 5 | St. Phillips Island                      |      | 1986       | 32° 17′ 0″ N, 80° 37′ 0″ W   | Beaufort                | 20,9 km² | Privat und Staat | Diese Barriereinsel ist etwa 4 km lang und 2 km breit. Sie ist einzigartig unter den Barriereinseln von Georgia, South Carolina und dem nördlichen Florida, da sie sich in einem nahezu ungestörten Zustand mit minimaler Bebauung befindet.                                             |
| 6 | Stevens Creek Natural Area               |      | 1979       | 33° 50′ 39″ N, 82° 13′ 27″ W | McCormick               | 0,6 km²  | Staat            | Das im Steven’s Creek Heritage Preserve gelegene Stevens Creek Natural Area ist ein Relikt-Ökosystem aus dem Pleistozän, das eine außergewöhnliche Flora beherbergt, da es eine Kombination von Pflanzen aufweist, die man eher in Bergbuchten oder an südlicheren Orten erwarten würde. |